# Vũ Lỗi
Vũ Lỗi (tiếng Trung: 武磊; bính âm: Wǔ Lěi; sinh ngày 19 tháng 11 năm 1991) là một cầu thủ bóng đá chuyên nghiệp người Trung Quốc hiện đang thi đấu ở vị trí tiền đạo cho câu lạc bộ Chinese Super League Cảng Thượng Hải và đội tuyển bóng đá quốc gia Trung Quốc.
Anh hiện là cầu thủ ghi bàn hàng đầu mọi thời đại cho Cảng Thượng Hải với 169 bàn thắng bên cạnh sự xuất hiện nhiều nhất cho câu lạc bộ, đồng thời cũng là cầu thủ ghi bàn hàng đầu mọi thời đại trong lịch sử Giải bóng đá Ngoại hạng Trung Quốc với 102 bàn thắng. Anh cũng giữ kỷ lục là cầu thủ trẻ nhất xuất hiện trong một trận đấu giải đấu chuyên nghiệp Trung Quốc ở tuổi 14.

## Sự nghiệp câu lạc bộ

### Thượng Hải SIPG
Vũ Lỗi bắt đầu sự nghiệp bóng đá của mình khi chơi cho Shanghai SIPG hạng ba, ra mắt câu lạc bộ vào ngày 2 tháng 9 năm 2006 trong trận thua 5-3 trước Vân Nam Lệ Giang Đông Ba, khiến anh trở thành cầu thủ trẻ nhất chơi bóng đá Trung Quốc chuyên nghiệp từ 14 tuổi và 287 ngày. Anh đã giúp câu lạc bộ giành được danh hiệu hạng ba và thăng hạng lên hạng hai vào cuối mùa giải 2007. Anh đã ghi bàn thắng đầu tiên cho câu lạc bộ vào ngày 30 tháng 8 năm 2008 trong chiến thắng 2-0 trước Thanh Đảo Hải Lục Phong. Điều này khiến anh trở thành cầu thủ ghi bàn trẻ thứ hai trong bóng đá Trung Quốc ở độ tuổi 16 và 289 ngày, chỉ sau 47 ngày so với kỷ lục của Tào Uân Định (曹赟定).
Vũ Lỗi đã lập hat-trick vào ngày 2 tháng 6 năm 2013 trong chiến thắng 6-1 trước Shanghai Shenxin, trở thành cầu thủ trẻ thứ hai ghi được một hat-trick ở hạng cao nhất. Anh lập hat-trick thứ hai trong mùa giải vào ngày 18 tháng 8 năm 2013 trong chiến thắng 3-2 trước Thiên Tân Teda. Anh đã ghi được hat trick thứ ba trong mùa giải vào ngày 27 tháng 9 năm 2013 trong chiến thắng 6-1 trước Thanh Đảo Trung Năng. Vào ngày 31 tháng 7 năm 2016, Vũ đã trở thành cầu thủ bóng đá Trung Quốc đầu tiên sau hơn hai năm lập hat-trick ở Giải bóng đá Ngoại hạng Trung Quốc trong trận hòa 3-3 trước Quảng Châu R&F. Vào ngày 18 tháng 3 năm 2018, Vũ đã ghi bốn bàn thắng trong chiến thắng 5 - 2 trước Quảng Châu R&F, trở thành cầu thủ bóng đá Trung Quốc thứ hai ghi được 4 bàn thắng trong một trận đấu tại Giải bóng đá Ngoại hạng Trung Quốc, sau Lý Kim Vũ (李金羽) mùa 2006. Mùa giải 2018, Vũ Lỗi trở thành cầu thủ ghi bàn hàng đầu tại Giải Ngoại hạng Trung Quốc với 101 bàn thắng. Anh đã giành giải thưởng Chiếc giày vàng với 27 bàn thắng và phá vỡ kỷ lục ghi nhiều bàn thắng nhất trong một mùa giải với tư cách là một cầu thủ Trung Quốc tại Giải bóng đá Ngoại hạng Trung Quốc. Anh được bầu chọn là Cầu thủ xuất sắc nhất năm của Hiệp hội bóng đá Trung Quốc. Vũ là cầu thủ bóng đá Trung Quốc đầu tiên giành giải Cầu thủ xuất sắc nhất năm của Hiệp hội bóng đá Trung Quốc kể từ năm 2008.

### RCD Espanyol
Vào ngày 28 tháng 1 năm 2019, Vũ chuyển sang La Liga bên RCD Espanyol với mức phí được báo cáo là 2 triệu euro, ký hợp đồng ba năm với tùy chọn thêm một năm. Anh ra mắt câu lạc bộ vào ngày 3 tháng 2 năm 2019 trong trận hòa 2 trận đấu với Villarreal, vào sân thay cho Dídac Vilà ở phút 77. Anh trở thành cầu thủ bóng đá Trung Quốc thứ hai chơi ở La Liga sau Trương Thành Đông. Vào ngày 9 tháng 2 năm 2019, anh vào sân thay người và kiếm được một quả phạt đền tạo ra bàn gỡ hòa trong chiến thắng 2 trận 1 trước Rayo Vallecano. Vào ngày 17 tháng 2 năm 2019, sau đó anh trở thành cầu thủ bóng đá Trung Quốc đầu tiên bắt đầu trận đấu La Liga trong trận hòa 0 0 với trận đấu với CF CF. Vũ Lỗi đã ghi bàn thắng đầu tiên cho câu lạc bộ vào ngày 2 tháng 3 năm 2019 trong chiến thắng 3 trận 1 trước Real Valladolid, trở thành cầu thủ bóng đá Trung Quốc đầu tiên ghi bàn tại La Liga.

## Sự nghiệp quốc tế
Vũ Lỗi đã được gọi vào đội tuyển U-20 quốc gia Trung Quốc năm 2009 và ghi được chín bàn thắng trong năm trận đấu trong các trận đấu vòng loại Giải vô địch AFC U-19 2010. Màn trình diễn ghi bàn ấn tượng của anh ấy đã chứng kiến anh ấy được gọi vào đội tuyển quốc gia Trung Quốc cho Giải vô địch bóng đá Đông Á 2010, ra mắt vào ngày 14 tháng 2 năm 2010 trong chiến thắng 2 trận0 trước Hồng Kông. Vài tháng sau, Wu trở lại đội tuyển quốc gia dưới 20 tuổi cho Giải vô địch AFC U-19 2010 và anh đã chơi bốn trận và ghi hai bàn trong khi anh giúp Trung Quốc vào tứ kết vào cuối giải đấu. Anh đã ghi bàn thắng đầu tiên cho Trung Quốc vào ngày 28 tháng 7 năm 2013 trong chiến thắng 4—3 trước Australia tại EAFF East Asian Cup 2013.

## Đời tư
Vũ Lỗi là người dân tộc Hồi. Cha của Lỗi là Vũ Hà quê quán ở tỉnh Sơn Đông, năm 1979 đến Nam Kinh, sau khi giải ngũ đã định cư tại đây. Vũ Lỗi kết hôn với Chung Gia Bắc (仲佳蓓), sinh được một con gái và một con trai.

## Thống kê sự nghiệp

### Câu lạc bộ
Tính đến 3 tháng 11 năm 2024
| Câu lạc bộ          | Mùa giải            | Giải đấu             | Giải đấu | Giải đấu | Cúp quốc gia | Cúp quốc gia | Châu lục | Châu lục | Khác | Khác | Tổng cộng | Tổng cộng |
| Câu lạc bộ          | Mùa giải            | Hạng đấu             | Trận     | Bàn      | Trận         | Bàn          | Trận     | Bàn      | Trận | Bàn  | Trận      | Bàn       |
| ------------------- | ------------------- | -------------------- | -------- | -------- | ------------ | ------------ | -------- | -------- | ---- | ---- | --------- | --------- |
| Thượng Hải SIPG     | 2006                | China League Two     |          |          | —            | —            | —        | —        | —    | —    |           |           |
| Thượng Hải SIPG     | 2007                | China League Two     |          |          | —            | —            | —        | —        | —    | —    |           |           |
| Thượng Hải SIPG     | 2008                | China League One     | 24       | 4        | —            | —            | —        | —        | —    | —    | 24        | 4         |
| Thượng Hải SIPG     | 2009                | China League One     | 22       | 6        | —            | —            | —        | —        | —    | —    | 22        | 6         |
| Thượng Hải SIPG     | 2010                | China League One     | 23       | 10       | —            | —            | —        | —        | —    | —    | 23        | 10        |
| Thượng Hải SIPG     | 2011                | China League One     | 25       | 12       | 2            | 0            | —        | —        | —    | —    | 27        | 12        |
| Thượng Hải SIPG     | 2012                | China League One     | 30       | 17       | 0            | 0            | —        | —        | —    | —    | 30        | 17        |
| Thượng Hải SIPG     | 2013                | Chinese Super League | 27       | 15       | 0            | 0            | —        | —        | —    | —    | 27        | 15        |
| Thượng Hải SIPG     | 2014                | Chinese Super League | 28       | 12       | 0            | 0            | —        | —        | —    | —    | 28        | 12        |
| Thượng Hải SIPG     | 2015                | Chinese Super League | 30       | 14       | 3            | 2            | —        | —        | —    | —    | 33        | 16        |
| Thượng Hải SIPG     | 2016                | Chinese Super League | 30       | 14       | 2            | 1            | 10       | 7        | —    | —    | 42        | 22        |
| Thượng Hải SIPG     | 2017                | Chinese Super League | 28       | 20       | 6            | 1            | 13       | 5        | —    | —    | 47        | 26        |
| Thượng Hải SIPG     | 2018                | Chinese Super League | 29       | 27       | 4            | 1            | 8        | 1        | —    | —    | 41        | 29        |
| Thượng Hải SIPG     | Tổng cộng           | Tổng cộng            | 296      | 151      | 17           | 5            | 31       | 13       | 0    | 0    | 344       | 169       |
| Espanyol            | 2018–19             | La Liga              | 16       | 3        | 0            | 0            | —        | —        | —    | —    | 16        | 3         |
| Espanyol            | 2019–20             | La Liga              | 33       | 4        | 3            | 2            | 13       | 2        | —    | —    | 49        | 8         |
| Espanyol            | 2020–21             | Segunda División     | 31       | 2        | 3            | 1            | —        | —        | —    | —    | 34        | 3         |
| Espanyol            | 2021–22             | La Liga              | 23       | 1        | 4            | 1            | —        | —        | —    | —    | 27        | 2         |
| Espanyol            | Tổng cộng           | Tổng cộng            | 103      | 10       | 10           | 4            | 13       | 2        | 0    | 0    | 126       | 16        |
| Cảng Thượng Hải     | 2022                | Chinese Super League | 12       | 11       | 4            | 2            | —        | —        | —    | —    | 16        | 13        |
| Cảng Thượng Hải     | 2023                | Chinese Super League | 30       | 18       | 1            | 0            | 1        | 0        | —    | —    | 32        | 18        |
| Cảng Thượng Hải     | 2024                | Chinese Super League | 30       | 34       | 3            | 3            | 2        | 1        | 1    | 0    | 36        | 38        |
| Cảng Thượng Hải     | Tổng cộng           | Tổng cộng            | 72       | 63       | 8            | 5            | 3        | 1        | 1    | 0    | 84        | 69        |
| Tổng cộng sự nghiệp | Tổng cộng sự nghiệp | Tổng cộng sự nghiệp  | 471      | 224      | 35           | 14           | 47       | 16       | 1    | 0    | 554       | 254       |

1. ↑  Bao gồm Chinese FA Cup, Copa del Rey
2. 1 2 3 4 5  Số lần ra sân tại AFC Champions League
3. ↑  Số lần ra sân tại UEFA Europa League

### Quốc tế
Tính đến 10 tháng 9 năm 2024
| Đội tuyển quốc gia | Năm       | Trận | Bàn |
| ------------------ | --------- | ---- | --- |
| Trung Quốc         | 2010      | 1    | 0   |
| Trung Quốc         | 2011      | 0    | 0   |
| Trung Quốc         | 2012      | 0    | 0   |
| Trung Quốc         | 2013      | 10   | 2   |
| Trung Quốc         | 2014      | 10   | 2   |
| Trung Quốc         | 2015      | 11   | 2   |
| Trung Quốc         | 2016      | 8    | 1   |
| Trung Quốc         | 2017      | 8    | 1   |
| Trung Quốc         | 2018      | 11   | 5   |
| Trung Quốc         | 2019      | 8    | 5   |
| Trung Quốc         | 2021      | 10   | 7   |
| Trung Quốc         | 2022      | 2    | 0   |
| Trung Quốc         | 2023      | 11   | 5   |
| Trung Quốc         | 2024      | 9    | 4   |
| Tổng cộng          | Tổng cộng | 99   | 36  |

### Bàn thắng quốc tế
Tính đến 26 tháng 3 năm 2024
Bàn thắng và kết quả của Trung Quốc được để trước.
| #   | Ngày                 | Địa điểm                                                   | Đối thủ     | Bàn thắng | Kết quả | Giải đấu                      |
| --- | -------------------- | ---------------------------------------------------------- | ----------- | --------- | ------- | ----------------------------- |
| 1.  | 28 tháng 7 năm 2013  | Sân vận động Olympic, Seoul, Hàn Quốc                      | Úc          | 4–1       | 4–3     | EAFF Cup 2013                 |
| 2.  | 15 tháng 11 năm 2013 | Sân vận động tỉnh Thiểm Tây, Tây An, Trung Quốc            | Indonesia   | 1–0       | 1–0     | Vòng loại AFC Asian Cup 2015  |
| 3.  | 4 tháng 9 năm 2014   | Sân vận động Trung tâm Thể thao An Sơn, An Sơn, Trung Quốc | Kuwait      | 3–1       | 3–1     | Giao hữu                      |
| 4.  | 14 tháng 10 năm 2014 | Sân vận động Hạ Long, Trường Sa, Trung Quốc                | Paraguay    | 2–0       | 2–1     | Giao hữu                      |
| 5.  | 16 tháng 6 năm 2015  | Sân vận động Changlimithang, Thimpu, Bhutan                | Bhutan      | 2–0       | 6–0     | Vòng loại FIFA World Cup 2018 |
| 6.  | 9 tháng 8 năm 2015   | Sân vận động Trung tâm Thể thao Vũ Hán, Vũ Hán, Trung Quốc | Nhật Bản    | 1–0       | 1–1     | EAFF Cup 2015                 |
| 7.  | 29 tháng 3 năm 2016  | Sân vận động tỉnh Thiểm Tây, Tây An, Trung Quốc            | Qatar       | 2–0       | 2–0     | Vòng loại FIFA World Cup 2018 |
| 8.  | 5 tháng 9 năm 2017   | Sân vận động Quốc tế Khalifa, Doha, Qatar                  | Qatar       | 2–1       | 2–1     | Vòng loại FIFA World Cup 2018 |
| 9.  | 26 tháng 5 năm 2018  | Trung tâm Thể thao Giang Ninh, Nam Kinh, Trung Quốc        | Myanmar     | 1–0       | 1–0     | Giao hữu                      |
| 10. | 2 tháng 6 năm 2018   | Sân vận động Rajamangala, Bangkok, Thái Lan                | Thái Lan    | 1–0       | 2–0     | Giao hữu                      |
| 11. | 2 tháng 6 năm 2018   | Sân vận động Rajamangala, Bangkok, Thái Lan                | Thái Lan    | 2–0       | 2–0     | Giao hữu                      |
| 12. | 16 tháng 10 năm 2018 | Trung tâm Thể thao Olympic Nam Kinh, Nam Kinh, Trung Quốc  | Syria       | 2–0       | 2–0     | Giao hữu                      |
| 13. | 24 tháng 12 năm 2018 | Sân vận động Suheim bin Hamad, Doha, Qatar                 | Iraq        | 1–1       | 1–2     | Giao hữu                      |
| 14. | 11 tháng 1 năm 2019  | Sân vận động Mohammed bin Zayed, Abu Dhabi, UAE            | Philippines | 1–0       | 3–0     | AFC Asian Cup 2019            |
| 15. | 11 tháng 1 năm 2019  | Sân vận động Mohammed bin Zayed, Abu Dhabi, UAE            | Philippines | 2–0       | 3–0     | AFC Asian Cup 2019            |
| 16. | 10 tháng 9 năm 2019  | Sân vận động bóng đá quốc gia, Malé, Maldives              | Maldives    | 2–0       | 5–0     | Vòng loại FIFA World Cup 2022 |
| 17. | 10 tháng 10 năm 2019 | Sân vận động Thiên Hà, Quảng Châu, Trung Quốc              | Guam        | 2–0       | 7–0     | Vòng loại FIFA World Cup 2022 |
| 18. | 14 tháng 11 năm 2019 | Sân vận động Maktoum bin Rashid Al Maktoum, Dubai, UAE     | Syria       | 1–1       | 1–2     | Vòng loại FIFA World Cup 2022 |
| 19. | 30 tháng 5 năm 2021  | Trung tâm Thể thao Olympic Tô Châu, Tô Châu, Trung Quốc    | Guam        | 1–0       | 7–0     | Vòng loại FIFA World Cup 2022 |
| 20. | 30 tháng 5 năm 2021  | Trung tâm Thể thao Olympic Tô Châu, Tô Châu, Trung Quốc    | Guam        | 3–0       | 7–0     | Vòng loại FIFA World Cup 2022 |
| 21. | 7 tháng 6 năm 2021   | Sân vận động Sharjah, Sharjah, UAE                         | Philippines | 1–0       | 2–0     | Vòng loại FIFA World Cup 2022 |
| 22. | 11 tháng 6 năm 2021  | Sân vận động Sharjah, Sharjah, UAE                         | Maldives    | 2–0       | 5–0     | Vòng loại FIFA World Cup 2022 |
| 23. | 15 tháng 6 năm 2021  | Sân vận động Sharjah, Sharjah, UAE                         | Syria       | 2–1       | 3–1     | Vòng loại FIFA World Cup 2022 |
| 24. | 7 tháng 10 năm 2021  | Sân vận động Sharjah, Sharjah, UAE                         | Việt Nam    | 2–0       | 3–2     | Vòng loại FIFA World Cup 2022 |
| 25. | 7 tháng 10 năm 2021  | Sân vận động Sharjah, Sharjah, UAE                         | Việt Nam    | 3–2       | 3–2     | Vòng loại FIFA World Cup 2022 |
| 26. | 11 tháng 11 năm 2021 | Sân vận động Sharjah, Sharjah, UAE                         | Oman        | 1–0       | 1–1     | Vòng loại FIFA World Cup 2022 |
| 27. | 16 tháng 11 năm 2021 | Sân vận động Sharjah, Sharjah, UAE                         | Úc          | 1–1       | 1–1     | Vòng loại FIFA World Cup 2022 |
| 28. | 16 tháng 6 năm 2023  | Sân vận động bóng đá Đại Liên, Đại Liên, Trung Quốc        | Myanmar     | 3–0       | 4–0     | Giao hữu                      |
| 29. | 16 tháng 6 năm 2023  | Sân vận động bóng đá Đại Liên, Đại Liên, Trung Quốc        | Myanmar     | 4–0       | 4–0     | Giao hữu                      |
| 30. | 20 tháng 6 năm 2023  | Sân vận động bóng đá Đại Liên, Đại Liên, Trung Quốc        | Palestine   | 1–0       | 2–0     | Giao hữu                      |
| 31. | 10 tháng 10 năm 2023 | Sân vận động bóng đá Đại Liên, Đại Liên, Trung Quốc        | Việt Nam    | 2–0       | 2–0     | Giao hữu                      |
| 32. | 16 tháng 11 năm 2023 | Sân vận động Rajamangala, Bangkok, Thái Lan                | Thái Lan    | 1–1       | 2–1     | Vòng loại FIFA World Cup 2026 |
| 33. | 21 tháng 3 năm 2024  | Sân vận động Quốc gia Singapore, Kallang, Singapore        | Singapore   | 1–0       | 2–2     | Vòng loại FIFA World Cup 2026 |
| 34. | 21 tháng 3 năm 2024  | Sân vận động Quốc gia Singapore, Kallang, Singapore        | Singapore   | 2–0       | 2–2     | Vòng loại FIFA World Cup 2026 |
| 35. | 26 tháng 3 năm 2024  | Trung tâm Olympic Thiên Tân, Thiên Tân, Trung Quốc         | Singapore   | 1–0       | 4–1     | Vòng loại FIFA World Cup 2026 |
| 36. | 26 tháng 3 năm 2024  | Trung tâm Olympic Thiên Tân, Thiên Tân, Trung Quốc         | Singapore   | 3–1       | 4–1     | Vòng loại FIFA World Cup 2026 |

## Danh hiệu
Cảng Thượng Hải
- Chinese Super League: 2018,[15] 2023, 2024
- China League One: 2012[16]
- China League Two: 2007[17]
- Chinese FA Cup: 2024

Espanyol
- Segunda División: 2020–21[18]

Trung Quốc
- EAFF E-1 Football Championship: 2010[19]